# Viola fragrans
Viola fragrans Sieber – gatunek roślin z rodziny fiołkowatych (Violaceae). Występuje endemicznie w Grecji – na Krecie. Epitet gatunkowy fragrans pochodzi z łaciny i oznacza pachnący. 

## Morfologia
PokrójBylina dorastająca do 5–10 cm wysokości. Przybiera formę kępek. Tworzy kłącza. Pędy są nagie lub ze sztywnymi, szczeciniastymi włoskami, osiągają 5–10 (czasami nawet do 15) cm długości, są liczne i gęste.
LiścieBlaszka liściowa ma kształt od podługowatego do równowąsko podługowatego. Mierzy 1–1,5 cm długości oraz 1,5–1,5 cm szerokości, jest całobrzega lub karbowana na brzegu, ma stłumioną nasadę i tępy wierzchołek. Ogonek liściowy jest nagi. Przylistki są równowąskie.
KwiatyPojedyncze lub zebrane w parach. Korona kwiatu ma około 1 cm średnicy, ale często o zmiennej wielkości. Płatki mają żółtą lub jasnofioletową barwę, dolny płatek posiada grubą ostrogę o długości około 3 mm (2–3 razy dłuższa niż wyrostki na działkach kielicha).
OwoceTorebki, wyprostowane, gdy są dojrzale. Nasiona są z elajosomem.

## Biologia i ekologia
Rośnie na skalistych zboczach, piargach oraz w dolinach. Są często chronione przez kolczaste krzewy. Występuje na wysokości od 1700 (niekiedy nawet od 1300) do 2350 m n.p.m. Kwitnie od maja do lipca, czasami do sierpnia. 